# René-Nicolas Ehni
René-Nicolas Ehni, né le 29 avril 1935 à Rixheim et mort le 18 juin 2022 à Pfastatt, est un écrivain et dramaturge français.

## Biographie
Né d’une famille ouvrière et paysanne en Alsace, René-Nicolas Ehni monte à Paris et suit à l'âge de vingt ans des cours d’art dramatique à l'école de théâtre de la rue Blanche. Il joue dans des romans-photos et des publicités, avant d’être appelé en Algérie.
Après deux ans et demi de guerre, il s'exile à Rome et croise Laura Betti, Alberto Moravia, Franco Zeffirelli, puis revient à Paris et collabore aux Temps modernes. En septembre 1964 sort son premier ouvrage, La Gloire du vaurien, publié par Christian Bourgois, alors directeur des éditions Julliard. La presse s'emballe pour le jeune auteur qui raconte les tribulations d'un jeune homosexuel et qui est soutenu par Simone de Beauvoir.
Ensuite, René-Nicolas Enhi se met à écrire pour la télévision, la radio et surtout pour le théâtre : Que ferez-vous en novembre ? (1967) et Super-positions (1970) s'inscrivent dans le prolongement de Oh! Calcutta!. En 1974, il quitte Paris pour aller militer en Alsace contre le nucléaire et pour les langues régionales. Il crée en 1976 une pièce en alsacien à Chaillot. 
Il se convertit au christianisme orthodoxe en 1980, en même temps que son ami Louis Schittly, et reçoit le baptême sous le prénom de « Nicolas ».
Il vit à Pláka en Crète à partir de 1991.
En 1997, il joue un personnage dans le film Mange ta soupe de Mathieu Amalric.
René-Nicolas Ehni meurt le 18 juin 2022 à l’âge de 87 ans.

## Œuvres romanesques et théâtrales
- La Gloire du vaurien, Julliard, 1964 — réédition UGE, coll. « 10/18 », 1974 ; Christian Bourgois, 2000.
- Que ferez-vous en novembre ? (Théâtre I), Christian Bourgois, 1968.
- Ensuite, nous fûmes à Palmyre, Gallimard, 1968.
- L'Amie Rose (Théâtre II), Christian Bourgois, 1970.
- Super-positions (Théâtre III), Christian Bourgois, 1970.
- Babylone vous y étiez, nue parmi les bananiers, Christian Bourgois, 1971 — réédition UGE, coll. «10/18», 1973 ;  Christian Bourgois, 2000.
- Eugénie Kroponime, Christian Bourgois, 1972.
- Pintades, Christian Bourgois, 1974 — réédition Christian Bourgois, 2000.
- Jocaste, Christian Bourgois, 1976.
- La Raison lunatique. Roman du pays, coécrit avec Louis Schittly, Gallimard, coll. « Les Presses d'aujourd'hui », 1978.
- Le Mariage de Gudrun, Éditions libres Hallier, 1979.
- Côme, confession générale, Christian Bourgois, 1981.
- Le voyage en Belgique , Christian Bourgois, 1988.
- Rahab et les héritiers de la gloire, Strasbourg, BF, 1988.
- Vert de Gris, traité autobiographique, Strasbourg, La Nuée bleue, 1994.
- Venez, enfants de la patrie !, Strasbourg, La Nuée Bleue, 1998.
- Quand nous dansions sur la table ; suivi de Lettre à Dominique, Christian Bourgois, 2000.
- Algérie-roman, Denoël, 2002.
- Chantefable, le Père, la Fille et le Saint-Ballon, Strasbourg, La Nuée bleue, 2006.
- Apnée, autobiographie, Christian Bourgois, 2008[5].

### Filmographie
- Germain Muller, « Tiens… sie redde au elsaessisch : René Nicolas Ehni », sur le site ina.fr, 12 mai 1978, 26,08 min.
- Gisèle et Luc Meichler, « Le prophète en son pays », sur le site de l’Université de Lorraine, 31 mars 1991, 58 min.
- Gisèle et Luc Meichler, « Le mariage de Nicolas », sur le site de l’Université de Lorraine, 30 avril 1992, 46 min.
- France 3 Alsace, Rencontre avec René Nicolas Ehni, sur le site ina.fr, 28 janvier 2000, 2,39 min.
- Jean-Luc Bouvret, Ehni, documentaire, 55 min, France 3, 2004 avec Mathieu Amalric — Notice DVD, éd. Le Miroir / L'Harmattan.